# Prima Divisione Umbria 1951-1952
La Prima Divisione fu il massimo campionato regionale di calcio disputato in Umbria nella stagione 1951-1952. 
Questa stagione fu molto particolare per le società che disputavano i campionati regionali. A livello nazionale, infatti, la FIGC aveva approvato il Lodo Barassi, una riforma della struttura piramidale dei campionati che avrebbe, tra l'altro, istituito un nuovo massimo campionato regionale denominato Promozione. Il meccanismo della riforma premiò le piccole realtà come la Lega Regionale Umbra che, avendo una Prima Divisione estremamente ridotta, non potevano subire alcun taglio dalla creazione della nuova categoria.
Per garantire un minimo interesse intorno a questo campionato di fatto senza promozioni, la Lega lo allargò aggiungendo un secondo girone. Essendo sedici i posti per la nuova Promozione, e cinque le società umbre iscritte alla sovrastante Lega Interregionale Centro, ai migliori dodici club, sei per girone, fu garantito l'accesso al nuovo torneo, mentre altri quattro sodalizi avrebbero dovuto attendere gli esiti della categoria superiore, tenendo inoltre presente che le squadre riserve erano già in principio escluse a tali fini dalla graduatoria.

## Girone A

### Squadre partecipanti
| Squadra                              | Città (provincia)             | Stagione precedente          |
| ------------------------------------ | ----------------------------- | ---------------------------- |
| A.C. Città di Castello (B = riserve) | Città di Castello (PG)        |                              |
| S.E.F. F.lli Canonichetti Assisi     | Assisi (PG)                   | 4° in Prima Divisione Umbria |
| G.C.G. Grifo Perugia                 | Perugia                       | 2° in Prima Divisione Umbria |
| A.S. Gubbio                          | Gubbio (PG)                   | inattivo                     |
| A.C. Magione                         | Magione (PG)                  |                              |
| S.S. Maioliche Perugia               | Perugia                       |                              |
| S.S. Ponte Felcino                   | Ponte Felcino di Perugia      |                              |
| S.S. Tiberis                         | Umbertide (PG)                |                              |
| A.S. Trasimenus                      | Passignano sul Trasimeno (PG) |                              |

#### Classifica
|  | Pos. | Squadra                   | Pt | G  | V | N | P | GF | GS | DR   |
|  | ---- | ------------------------- | -- | -- | - | - | - | -- | -- | ---- |
|  | 1.   | F.lli Canonichetti Assisi | 25 | 16 |   |   |   |    |    |      |
|  | 2.   | Trasimenus                | 20 | 16 | 8 | 4 | 4 | 29 | 19 | + 10 |
|  | 3.   | G.C.G. Grifo Perugia      | 19 | 16 |   |   |   |    |    |      |
|  | 4.   | Magione                   | 18 | 16 |   |   |   |    |    |      |
|  | 5.   | Gubbio                    | 16 | 16 |   |   |   |    |    |      |
|  | 5.   | Maioliche Perugia         | 16 | 16 |   |   |   |    |    |      |
|  | 7.   | Tiberis                   | 12 | 16 |   |   |   |    |    |      |
|  | 8.   | Città di Castello B       | 10 | 16 |   |   |   |    |    |      |
|  | 10.  | Ponte Felcino (-1)        | 7  | 16 |   |   |   |    |    |      |

Legenda:

      Ammesso alle finali per il titolo regionale.
  Ammesso alla nuova Promozione Regionale.
      Retrocesse nel Campionato Unico Regionale 1952-53.
  Non iscritto la stagione successiva.
Regolamento:
Due punti a vittoria, uno a pareggio, zero a sconfitta.
Pari merito in caso di pari punti.
Note:
Ponte Felcino ha scontato 1 punto di penalizzazione in classifica per una rinuncia.

## Girone B

### Squadre partecipanti
| Squadra                    | Città (provincia) | Stagione precedente          |
| -------------------------- | ----------------- | ---------------------------- |
| U.S. Acquasparta           | Acquasparta (TR)  |                              |
| A.S. Amerina               | Amelia (TR)       |                              |
| A.S. Foligno (B = riserve) | Foligno (PG)      |                              |
| Lavoratori Bosco           | Terni             | 7° in Prima Divisione Umbria |
| Libertas Terni             | Terni             | 8° in Prima Divisione Umbria |
| A.S. Narnese               | Narni (TR)        | 6° in Prima Divisione Umbria |
| U.S. Orvietana             | Orvieto (TR)      | 2° in Prima Divisione Umbria |
| S.S. Ternana (B = riserve) | Terni             |                              |
| S.S. Valerio Bacigalupo    | Terni             | 5° in Prima Divisione Umbria |
| S.S. Virtus Spoleto        | Spoleto (PG)      | 8° in Prima Divisione Umbria |

#### Classifica
|  | Pos. | Squadra            | Pt | G  | V | N | P | GF | GS | DR |
|  | ---- | ------------------ | -- | -- | - | - | - | -- | -- | -- |
|  | 1.   | Valerio Bacigalupo | 28 | 18 |   |   |   |    |    |    |
|  | 2.   | Foligno (B)        | 24 | 18 |   |   |   |    |    |    |
|  | 3.   | Narnese            | 23 | 18 |   |   |   |    |    |    |
|  | 4.   | Acquasparta        | 21 | 16 |   |   |   |    |    |    |
|  | 5.   | Orvietana          | 20 | 18 |   |   |   |    |    |    |
|  | 6.   | Ternana (B)        | 18 | 18 |   |   |   |    |    |    |
|  | 7.   | Amerina            | 16 | 18 |   |   |   |    |    |    |
|  | 8.   | Virtus Spoleto     | 14 | 18 |   |   |   |    |    |    |
|  | 9.   | Lavoratori Bosco   | 10 | 18 |   |   |   |    |    |    |
|  | 10.  | Libertas Terni     | 6  | 18 |   |   |   |    |    |    |

Legenda:

      Ammesso alle finali per il titolo regionale.
  Ammesso alla nuova Promozione Regionale.
      Retrocesse nel Campionato Unico Regionale 1952-53.
  Non iscritto la stagione successiva.
Regolamento:
Due punti a vittoria, uno a pareggio, zero a sconfitta.
Pari merito in caso di pari punti.

## Finali

### Classifica
|  | Pos. | Squadra                   | Pt | G | V | N | P | GF | GS | DR |
|  | ---- | ------------------------- | -- | - | - | - | - | -- | -- | -- |
|  | 1.   | Valerio Bacigalupo        | 7  | 6 |   |   |   |    |    |    |
|  | 2.   | F.lli Canonichetti Assisi | 6  | 6 |   |   |   |    |    |    |
|  | 2.   | Trasimenus                | 6  | 6 |   |   |   |    |    |    |
|  | 4.   | Narnese                   | 5  | 6 |   |   |   |    |    |    |

Legenda:

      Campione Regionale Umbro 1951-52.
Regolamento:
Due punti a vittoria, uno a pareggio, zero a sconfitta.
Pari merito in caso di pari punti.
La stagione dei club umbri affiliati alla Lega Interregionale Centro non comportò in ogni caso dolorose esclusioni fra i club di Prima Divisione, dato che la gran mole di scioglimenti e rinunce aprì a qualunque società la possibilità di iscriversi alla nuova Promozione, rendendo difatti nulli gli esiti del campionato. Anzi, le difficoltà economiche e la scarsità di club nella regione comportarono tanti rifiuti da obbligare la Lega Regionale Umbra, che si ritrovò con la più grande penuria di club di tutta Italia, ad invitare un club marchigiano, l'Andreanelli Ancona, pur di far numero. Fu così che, conteggiato il pronto soccorso marchigiano e nonostante qualunque club della Lega in linea coi parametri richiesti potesse iscriversi al nuovo campionato regionale, questo finì per partire con ben quattro vacanze d'organico.